# RWA Raiffeisen Ware Austria
Die RWA Raiffeisen Ware Austria AG ist als Produzent, Großhändler und Dienstleister in den fünf Geschäftsbereichen Agrar, Technik, Energie, Baustoffe und Haus & Garten tätig. Sie agiert als Dachorganisation der österreichischen Lagerhaus-Genossenschaften und als eigenständiges Unternehmen mit mehr als 40 Beteiligungen in Österreich und in Zentral- sowie Südosteuropa. Der Schwerpunkt liegt auf einem breiten Leistungsspektrum für die Lagerhaus-Genossenschaften. Diese sind als selbstständige Unternehmen im Endkundengeschäft aktiv, die RWA bietet ihnen im Hintergrund eine gemeinsame Vermarktung, einen gemeinsamen Einkauf und verschiedenste Dienstleistungen. Mehr als 40 Tochter- und Beteiligungsunternehmen in Österreich sowie Zentral- und Osteuropa ergänzen das Portfolio der RWA als Konzern.
Eigentümerin der RWA AG ist seit Mai 2025 zu fast 100 % die RWA Beteiligungsholding GmbH, ein vollständiges Tochterunternehmen der RWA Raiffeisen Ware Austria Handel und Vermögensverwaltung eGen. Zuvor gehörten der RWA Raiffeisen Ware Austria Handel und Vermögensverwaltung eGen (Lagerhaus-Genossenschaften aus Niederösterreich, Oberösterreich, der Steiermark und dem Burgenland) 49,99 %, die deutsche BayWa hielt 47,53 %.
Im Geschäftsjahr 2023 erwirtschaftete die RWA (inkl. Beteiligungen) einen Umsatz von 3,6 Mrd. EUR. Das operative Ergebnis vor Steuern betrug 23,9 Mio. EUR.

## Übersicht
Die RWA Raiffeisen Ware Austria AG ist die Dachorganisation der Lagerhaus-Genossenschaften, die als Nahversorger, Wirtschaftspartner und Arbeitgeber im ländlichen Raum aktiv sind. Sie bauen auf dem genossenschaftlichen Prinzip nach Friedrich Wilhelm Raiffeisen auf. Im Geschäftsjahr 2023 erwirtschaftete die RWA (inkl. Beteiligungen) einen Umsatz von 3,6 Mrd. EUR. Das operative Ergebnis vor Steuern betrug 23,9 Mio. EUR. Die Lagerhaus-Genossenschaften verzeichneten 2023 österreichweit einen Umsatz von 4,6 Milliarden Euro und beschäftigten rund 13.000 Mitarbeiter an mehr als 1.000 Standorten.
Die RWA verfügt über Standorte in Korneuburg, Lannach, Traun sowie Aschach/Donau. Die Unternehmenszentrale der RWA befindet sich seit November 2020 in Korneuburg, eingebettet in ein rund 144.000 m2 großes Gelände, auf dem ca. 750 Mitarbeiterinnen und Mitarbeiter beschäftigt sind. Auf dem RWA-Campus sind – neben dem Sitz der RWA AG und zahlreicher Beteiligungsunternehmen – ein Saatgutwerk, das Lagerhaus Technik-Center, ein Lagerhaus-Flagshipstore für Haus- & Garten, das Innovation Center für Agrarinnovationen, eine Gefahrgut-Logistik sowie verschiedene Läger untergebracht.

## Geschichte

Logo der RWA Raiffeisen Ware Austria

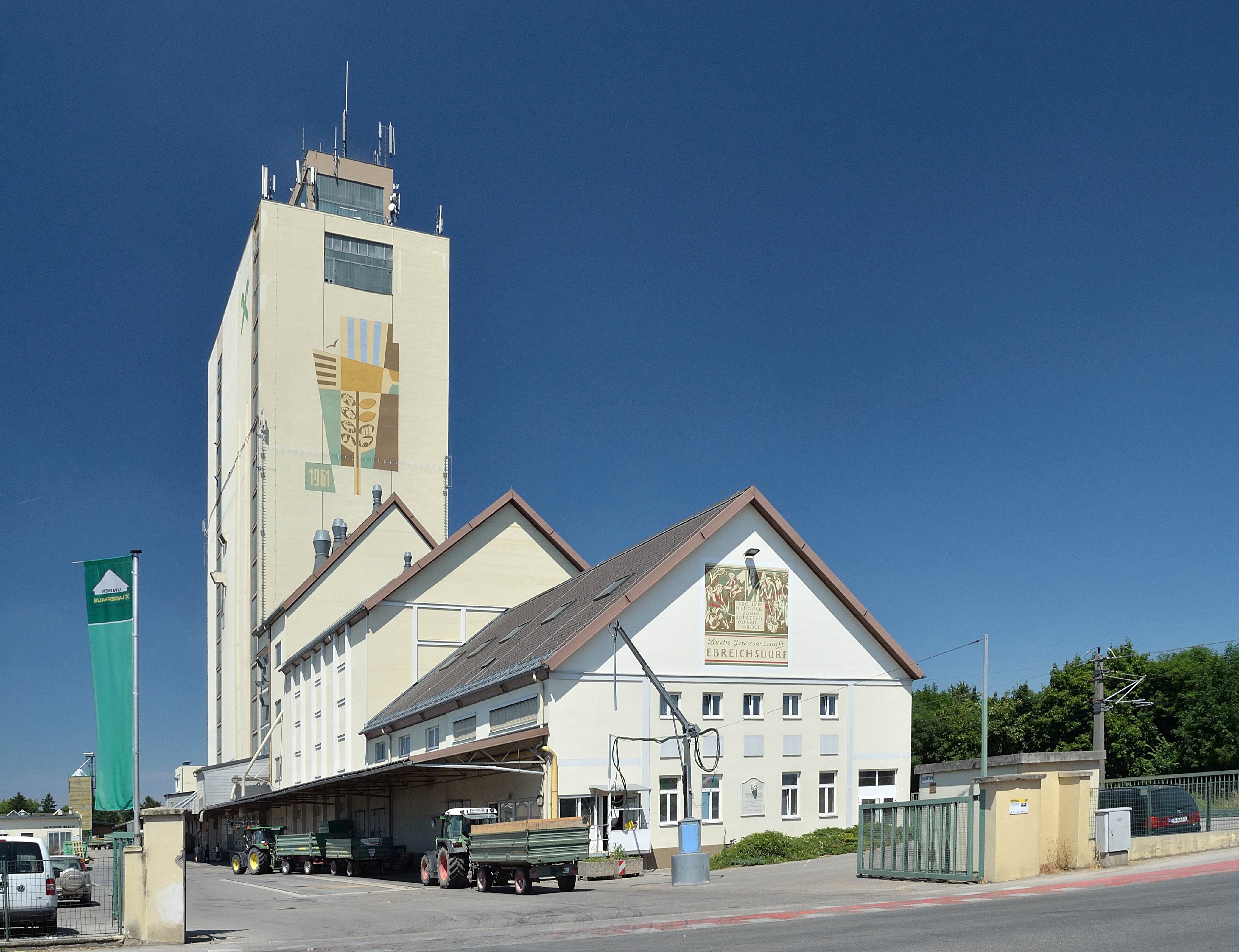
Lagerhaus in Ebreichsdorf

Die erste österreichische Lagerhaus-Genossenschaft nach dem System Friedrich Wilhelm Raiffeisens wurde 1898 in Pöchlarn/Niederösterreich gegründet. Im Zuge der Jahrhundertwende und der Zeit danach entstanden immer weitere eigenständige Genossenschaften. Diese schlossen sich zwischen 1899 und 1917 in Niederösterreich, Steiermark und Oberösterreich zu Landesverbänden zusammen. 1946 erfolgte die Gründung der Österreichischen Raiffeisen Warenzentrale (ÖRWZ) als gemeinsame Zentrale auf Bundesebene, die für die Landesverbände bestimmte Funktionen übernahm. 
1993 entstand die Raiffeisen Ware Austria reg.Gen.m.b.H. aus dem Zusammenschluss der genossenschaftlichen Eigentümer der Warenverbände in Niederösterreich, Oberösterreich sowie der Steiermark und der Österreichischen Raiffeisen Warenzentrale (ÖRWZ). Die burgenländischen Genossenschaften schlossen sich 2004 an.
1998 wurde die RWA Raiffeisen Ware Austria AG gegründet. Diese übernahm in Folge sämtliche operative Geschäftstätigkeiten von ihrer Eigentümerin, der Raiffeisen Ware Austria Genossenschaft. 
Seit 1999 bestand eine strategische Allianz mit der BayWa AG. Im Rahmen eines gegenseitigen Aktientausches übernahm die BayWa Anteile an der RWA.
2020 siedelte die RWA vom bisherigen Standort in Wien in ihre neue Unternehmenszentrale in Korneuburg.
Im Jahr 2025 verkaufte die in wirtschaftliche Schwierigkeiten geratene BayWa ihren Anteil für 176 Millionen Euro an die RWA Raiffeisen Ware Austria Handel und Vermögensverwaltung eGen. Die RWA Raiffeisen Ware Austria Handel und Vermögensverwaltung eGen (RWA eGen) hält die Mehrheit an der Raiffeisen Agrar Invest AG (RAIG), einem der beiden Großaktionäre der BayWa AG.

## Ausgewählte Beteiligungen
Der RWA-Konzern umfasst zahlreiche Beteiligungsunternehmen im In- und Ausland. Neben einer Vielzahl an Beteiligungen in Österreich ist die RWA auch in Zentral- und Osteuropa über Tochterunternehmen in Kroatien, Rumänien, Serbien, der Slowakei, Slowenien, Tschechien, der Ukraine sowie Ungarn vertreten. In diesen Ländern ist die RWA hauptsächlich im Agrargeschäft aktiv. 2023 erwirtschaftete die RWA in Zentral- und Südosteuropa einen Umsatz von rund 1,2 Mrd. EUR.
Zu den Beteiligungen gehören u. a. die BayWa Vorarlberg HandelsGmbH an sieben Standorten in Vorarlberg und die biohelp GmbH, ein Unternehmen für biologische Lösungen im Agrarbereich. An Austria Juice war RWA in einem Joint Venture mit der AGRANA Beteiligungs-AG bis Juni 2025 zu 50 % beteiligt.
Die Garant-Tiernahrung produziert in Österreich an drei Standorten – in Aschach, Pöchlarn und Graz – Futter für Nutztiere. Die Genol ist in den Geschäftsbereichen Treibstoffe, Heizöle, Schmierstoffe, Tankstellen und feste Brennstoffe sowie Pellets tätig. Die Lagerhaus Franchise GmbH betreut die österreichischen Lagerhaus-Genossenschaften als Franchisegeber in den Geschäftsfeldern Baustofffachhandel sowie Haus- und Gartenmarkt. Die LLT – Lannacher Lager & Transport Ges.m.b.H. mit Standorten in Korneuburg und Lannach befasst sich mit Lagerung, Kommissionierung und Transport von Gefahrgütern. Die Lagerhaus Technik-Center GmbH (LTC) ist im Bereich Landtechnik tätig. Die RI-Solution Data GmbH ist als IT-Dienstleister im RWA-Lagerhaus-Verbund tätig. Die WAV Wärme Austria VertriebsgmbH, ein Unternehmen der RWA Raiffeisen Ware Austria AG, ist im Handel mit Heizöl, Treibstoffen, Pellets, Schmierstoffen und diversen Serviceprodukten in ganz Österreich tätig.

### Internationale Beteiligungen
Die Tochterunternehmen im Ausland finden sich in
- Kroatien (RWA Hrvatska d.o.o.)
- Rumänien (RWA Raiffeisen Agro Romania srl)
- Serbien (Raiffeisen Srbija d.o.o.)
- Slowakei (RWA Slovakia, spol. s r.o.)
- Slowenien (RWA Slovenija d.o.o.)
- Tschechien (RWA Czechia s.r.o.)
- Ukraine (RWA Ukrajina IFS S.r.l.)
- Ungarn (RWA Magyarország Kft.)

Die Geschäftsaktivitäten in Zentral- und Osteuropa (CEE-Region) sind hauptsächlich auf das Kerngeschäftsfeld Agrar fokussiert, nämlich den Handel mit agrarischen Erzeugnissen, Agrarprodukten und Betriebsmitteln sowie der Produktion von Futtermittel und Futtermittelzusatzstoffen.

## Geschäftsverlauf
Im Geschäftsjahr 2023 erwirtschaftete die RWA (inkl. Beteiligungen) einen Umsatz von 3,6 Mrd. EUR. Das operative Ergebnis vor Steuern betrug 23,9 Mio. EUR.